# Затоннівська сільська рада
Зато́ннівська сільська рада (рос. Затонновский сельский совет) — сільське поселення у складі Ілецького району Оренбурзької області Росії.
Адміністративний центр та єдиний населений пункт — село Затонне.

## Населення
Населення — 542 особи (2019; 600 в 2010, 721 у 2002).